# Helen Coonan
Helen Coonan (ur. 29 października 1947 w Wagga Wagga) – australijska polityk, członkini Liberalnej Partii Australii (LPA). W latach 1996–2011 senator ze stanu Nowa Południowa Walia, w latach 2004-2007 członkini gabinetu federalnego Australii. 

## Życiorys

### Kariera zawodowa
Jest absolwentką prawa na University of Sydney. Przed rozpoczęciem kariery politycznej pracowała jako prawnik w Australii i USA. 

### Kariera polityczna
W 1996 została po raz pierwszy wybrana do Senatu Australii, startując z listy wyborczej LPA w Nowej Południowej Walii. W latach 2001 i 2007 uzyskiwała reelekcje na kolejne kadencje. W 2001 weszła do szerokiego składu rządu jako wiceminister skarbu. W 2004 premier John Howard awansował ją do składu gabinetu i powierzył stanowisko ministra komunikacji, technologii informacyjnej i sztuki. Zajmowała je do grudnia 2007, kiedy to LPA przeszła do opozycji po przegranych wyborach. W latach 2007–2009 należała do gabinetu cieni. 18 sierpnia 2011 ogłosiła rezygnację z mandatu parlamentarnego, formalnie zrzekła się go z dniem 22 sierpnia. 

### Późniejsze życie
Po odejściu z polityki Coonan zajęła się działalności biznesową i społeczną, m.in. jako członkini rady powierniczej Opery w Sydney. Współpracuje również jako komentatorka z telewizją Sky News Australia.